# Letternmetall
Letternmetall ist die Bezeichnung einer Bleilegierung, die für das Gießen von beweglichen Lettern, den Drucktypen, verwendet wird.
Im graphischen Gewerbe waren bis in die 1970er Jahre Bleitypen gebräuchlich. Die Druckverfahren sind heute weitgehend auf z. B. Offsetverfahren umgestellt.
Das Letternmetall im strengeren Sinne setzte sich aus Blei und 5 bis 6 % Zinn und 28 bis 29 % Antimon zusammen, mitunter auch etwas Kupfer. Bis ins 19. Jahrhundert hinein waren die Legierungen meist verunreinigt, so dass nicht nur Beimengungen von Zink, Aluminium, Nickel und Eisen, sondern das giftige Arsen im Metall zu finden waren. Arsen ist ein häufiges Nebenprodukt bei der Herstellung von Bleilegierungen, erhöht jedoch auch die Härte des Metalls. Die Verunreinigungen konnten im Laufe des technischen Fortschritts auf 0,01 bis 0,05 % begrenzt werden.
Der Hauptbestandteil Blei gibt dem „Zeug“ (alte Bezeichnung für Letternmetall) die Weiche und Formbarkeit, Antimon die nötige Härte, das Zinn sorgt für eine gute Verbindung der einzelnen Metalle und eine entsprechende Zähigkeit und Abriebfestigkeit. Kupfer erhöht die Härte und Widerstandsfähigkeit der Schrift. 
Außerdem waren für jeden Sonderfall des Typengusses weitere Legierungen gebräuchlich:
- Hintergießmetall (Blei, Zinn 2,5–3,5 %, Antimon 3,5 bis 4,5 %)
- Typo(graph)metall (Blei, Zinn 2,5–3,5 %, Antimon 11,5 bis 12,5 %) für Blindmaterial an Typograph-Setzmaschinen
- Lino(type)metall (Blei, Zinn 4,5–5,5 %, Antimon 11,5 bis 12,5 %) für Linotype-Setzmaschinen
- Mono(type)metall (Blei, Zinn 8,5–9,5 %, Antimon 18,5 bis 19,5 %) für Monotype-Setzmaschinen
- Notenmetall (Blei, Zinn 15,5–16 %, Antimon 4 bis 5 %) für Notenstichplatten.
- Reglettenmetall
- Ausschlussmetall
- Stereotypiemetall
- und viele mehr

Die Vielfalt der Legierungen erklärt sich aus den speziellen Anforderungen:
Einzeltypen für den Handsatz wurden immer wieder verwendet und mussten daher widerstandsfähig sein.
Für den Blei-Maschinensatz optimierte Gießmaschinen konnten nur mit den exakt auf diese abgestimmten Legierungen störungsfrei betrieben werden.
Zink stört z. B. das Fließverhalten und durch Bilden einer Oxidhaut die Formgebung, Kupfer-Kristalle können bei zu hoher Konzentration den Gießmund verstopfen. Durch Abbrand und Krätzebildung ändern sich im Betrieb die Konzentrationsverhältnisse in der Schmelze, daher wird dies mit Zusatzmetall (ebenfalls definierter Zusammensetzung) kompensiert.
Letternmetall gehört neben Wasser zu den wenigen einfachen Verbindungen, die sich beim Erstarren ausdehnen.